# Jean David (dessinateur)
Pour les articles homonymes, voir Jean David et David.
Jean Émile Louis David, né le 15 décembre 1915 à Marseille et mort le 2 décembre 1988 dans sa ville natale, est un dessinateur de presse et illustrateur français.

## Biographie
Jean David commença à dessiner pour la presse dès 1941, époque à laquelle il collaborait à Images de France. À partir de décembre 1944, il publia ses dessins ainsi que des chroniques dans V (rebaptisé Voir magazine en 1952), un magazine illustré créé par le Mouvement de libération nationale quelques semaines après la Libération de Marseille. Pendant huit ans, David fit le succès de cet hebdomadaire grâce à ses dessins de pin-up et à la bande dessinée Barbara Smith, créée en septembre 1947 et inspirée des comics d'Al Capp.
Il quitta la cité phocéenne pour Paris vers la fin de l'année 1952.
Au cours de sa carrière, il signa ses dessins « J. David » ou du pseudonyme « Joduc ».
Dans les années 1960, il dessina notamment des illustrations réalistes pour Ici Paris et France Dimanche ainsi que des bandes dessinées pour l'agence Opera Mundi.
Revenu à Marseille en 1975, Jean David collabora de 1970 à 1987 au Méridional, pour lequel il réalisa des dessins politiques.